# Tournoi de Suwon
Le Tournoi World Cup de Suwon est une compétition de judo organisée à Suwon en Corée du Sud. Deux éditions ont été organisées en décembre 2009 et 2010.

## Palmarès Hommes
| World Cup | World Cup             | World Cup  | World Cup    | World Cup   | World Cup       | World Cup     | World Cup    |
| Année     | -60 kg                | -66 kg     | -73 kg       | -81 kg      | -90 kg          | -100 kg       | +100 kg      |
| --------- | --------------------- | ---------- | ------------ | ----------- | --------------- | ------------- | ------------ |
| 2009      | Davaadorj Tumurkhuleg | Cho Jun-ho | Bang Gui-man | Kim Jae-bum | Kwon Yong-woo   | Hwang Hee-Tae | Kim Soo-whan |
| 2010      | Choi Gwang-hyeon      | Dan Fâşie  | Wang Ki-chun | Kim Jae-bum | Kamil Magomedov | Park Sun-woo  | Kim Sung-min |

## Palmarès Femmes
| World Cup | World Cup            | World Cup           | World Cup        | World Cup     | World Cup     | World Cup       | World Cup    |
| Année     | -48 kg               | -52 kg              | -57 kg           | -63 kg        | -70 kg        | -78 kg          | +78 kg       |
| --------- | -------------------- | ------------------- | ---------------- | ------------- | ------------- | --------------- | ------------ |
| 2009      | Kaori Kondo          | Bundmaa Munkhbaatar | Shizuka Maki     | Joung Da-woon | Juliane Robra | Ruika Sato      | Kim Na-young |
| 2010      | Urantsetseg Munkhbat | Yuki Hashimoto      | Corina Căprioriu | Xu Lili       | Hwang Ye-sul  | Jeong Gyeong-mi | Yu Song      |